# بيت لي
بيت لي (بالإنجليزية: Pete Lee)‏ هو محامي وسياسي أمريكي، ولد في 11 أكتوبر 1947. حزبياً، نشط في الحزب الديمقراطي. وقد انتخب عضو مجلس نواب كولورادو.

## وصلات خارجية
- الموقع الرسمي